# 美國五十一星國旗
美國五十一星國旗（United States 51-star flag）是由美國陸軍所提案的美國國旗。並未在正式場合中使用。

## 提案理由
美國現在有50個州，而預想波多黎各與哥倫比亞特區等地成為美國第51州的狀況所提案。有圓狀分佈的國旗，和橫列配置星星的兩種方案。
- 美國旗幟列表